# Khara
株式会社khara（日語：株式会社 カラー，中文名：凱樂股份有限公司）是一家以動畫的開發和制作為主要經營項目的日本企業。

## 概要
khara成立於2006年5月17日，其執行董事是GAINAX的動畫企劃庵野秀明。主要經營業務是動畫作品的企劃、原作、脚本、設計等開發工作以及動畫制作。
自2006年成立開始，khara便開始《福音战士新剧场版》的制作工作。庵野秀明是GAINAX的創始人之一，離開GAINAX繼而創建khara之際，在一份《福音戰士新劇場版》的公開聲明中寫道：
|  | 身为影像制作者的我，以全新的心境构架出现代版的《福音战士》世界。我并没有为此去找老公司GAINAX帮忙，而是自己成立制作公司和工作室，找回初心重新出发。这是为了不受过去拘束，不因现况自满，让未来得以进步。很幸运的是，除了参加过旧作的工作人员之外，还有更多优秀的新面孔工作人员陆续加入。这也让我实际感受到我们正在制作超越旧作的作品。 |

## 名称
khara的假名是，与英文单词「color」（色彩，彩色）的假名相同，因此khara的意思常被认为是彩色。但实际上khara来自希臘語：，意为高兴、欢笑，對外常使用製作部門名義「khara工作室」。此外，公司的标志也是由安野梦洋子设计的。
另外，在官方公告中使用的中文名字則是「凱樂股份有限公司」。

## 作品

### 動畫作品
- 福音战士新剧场版系列 - 动画制作、独立制作
  - 前篇 《福音戰士新劇場版：序》（2007年9月1日上映）
  - 中篇《福音戰士新劇場版：破》（2009年6月27日上映）
  - 后篇 《福音战士新剧场版：Q》（2012年11月17日上映）
  - 完结篇 《福音戰士新劇場版：終》（2021年3月8日上映）
- 日本動畫人展覽會（2014年动画短片系列） - 动画制作、共同製作
- 龍的牙醫（2017年电视动画） - 动画制作、共同制作
- 小不點（2023年电视动画） - 动画制作、系列構成、編劇
- 機動戰士Gundam GQuuuuuuX（电视动画）- 动画制作

### 真人·特攝作品
- 《监督失格》（監督：平野勝之） - 共同製作（2011年公開）
- 《巨神兵现身东京》 （監督：樋口真嗣）-  共同制作（2012年公開）
- 《新·奥特曼》（監督：樋口真嗣） -  共同製作（2021年公開）
- 《新·假面騎士》（監督：庵野秀明） -  共同製作（2023年公開）

### 動畫MV
- メーウ「pair＊」 - （動畫制作、2011年）
- 宇多田光《Beautiful World》 - （動畫制作、2014年）
- DAOKO「さみしいかみさま」 - （動畫制作、2015年）
- 宇多田光《櫻花紛飛》  - （動畫制作、2016年）
- THE IDOLM@STER FIVE STARS《VOY@GER》  - （動畫制作、2021年；共同製作：CloverWorks）

### 协力制作
- 动画电影 《崖上的波妞》 - 制作协力（2008年・吉卜力工作室）
- 动画电影 《剧场版 机动战士鋼彈00 -A wakening of the Trailblazer-》 （2010年・日升动画）
- 动画电影 《剧场版 超时空要塞F 恋离飞翼》（2011年・BigWest）
- OVA 《机动战士鋼彈UC episode 3》 （2011年・日升动画）
- 动画电影 《攻壳机动队 S.A.C. Solid State Society 3D》（2011年・Production I.G）
- 动画电影 《紅花坂上的海》（2011年・吉卜力工作室）
- 电影 《正宗哥吉拉》（2016年・东宝）
- 动画电影 《瑪麗與魔女之花》（2017年・Studio Ponoc）
- 動畫電影《蒼鷺與少年》— 製作協力（2023年·宮崎駿執導，吉卜力工作室主導製作）[5]

### 其他
- コンテンツビジネス最前線 ジャパコンTV - （新開場動畫、2012年）
- 《Peaceful Times(F02)petit film》- （動畫制作、2013年）
- 《監督不行屆》（株） - （動畫制作、2016年）
- 《重力異想世界完結篇》 - （動畫制作、2017年）
- 《福音戰士：使徒、博多襲来》（水幕劇、2019年、Project Studio QQ共同制作）

### 書籍原作
- 漫画 《新世紀福音战士》 （貞本義行） - 原作
- 漫画 《新世纪福音战士：碇真嗣育成计划》（高橋脩） - 原作
- 漫画 《新世紀福音戰士：學園墮天錄 》（眠民） - 原作
- 小説《新世纪福音战士 ANIMA》（山下育人・陰山琢磨） - 原作
- 漫画 《福音小戰士》（原作）[6]

## 相关人物
- 庵野秀明（社长）
- 緒方智幸（副社長）
- 鶴巻和哉（董事・作画部长・动画导演）
- 安野梦洋子（董事）
- 轟木一騎（董事・企劃部長）
- 田中美津子（董事）
- 川上量生（董事）
- 摩砂雪（顧問・动画导演）
- 貞本義行（顧問・人物设计师）
- 中尾博隆（審計員）
- 松原秀典（所属动画师）
- 本田雄（所属动画师）
- 田中達也（所属动画师）
- 平松禎史（所属动画师）
- 前田真宏（所属动画导演）
- 村田康人（所属动画师・動画检査）
- 井関修一（日语：井関修一）（所属动画师）
- 増尾昭一（所属动画师，已故）
- 鈴木俊二（所属动画师）
- 小野承国（所属动画师）
- 瓶子修一（数字部长 CGI制片人）
- 鬼塚大輔（所属CGI監督）
- 小林浩康（所属CGI監督）
- 鈴木貴志（所属3D CGI）
- 松井祐亮（所属3D CGI）
- 増田朋子（所属2D WORKS）
- 緒方智幸（所属制片人）
- 樋口真嗣（Motor/lieZ所属动画导演・特技导演・电影导演）
- 大月俊倫（国王唱片专务董事・GANSIS（日语：ガンジス_(映像企画会社)）社長・制片人）
- 山下育人（机械设计・漫画家）

## 资料来源
1. ↑   （页面存档备份，存于） （页面存档备份，存于） （日語）
2. ↑  Hideaki Anno Releases Statement About New Evangelion Movies - Anime News Network （页面存档备份，存于）（英文）
3. ↑  ヱヴァンゲリヲン新劇場版制作日誌 2007年2月12日（参照互联网档案馆）（日語）
4. ↑  .   [2021-12-02]. （原始内容存档于2021-12-02）.
5. ↑  . animate Times. 2023-08-16  [2023-08-16]. （原始内容存档于2023-08-16）.
6. ↑  （日語）